# تفروسین
تفروسین (به انگلیسی: Tephrosin) با فرمول شیمیایی C۲۳H۲۲O۷ یک ترکیب شیمیایی با شناسه پاب‌کم ۱۱۴۹۰۹ است. که جرم مولی آن ۴۱۰٫۴۱۶۵۸ g/mol می‌باشد. 